# Tommy Craze
Tomasz Krause (ur. 11 listopada 1995 w Bydgoszczy) znany bardziej pod pseudonimem Tommy Craze – australijsko-polski YouTuber. Do lutego 2024 r. jego kanał uzyskał ponad 2,9 miliona subskrybentów a jego filmy zostały odtworzone łącznie 440 milionów wyświetleń. Jego głównym tematem filmów jest reakcja i ocena muzyki i artystów, zwłaszcza w dziedzinie hip hopu i rapu. Jeden z jego formatów obejmuje również reagowanie i słuchanie zupełnie nowych i nieznanych piosenek. 28 lipca 2019 r. Tommy Craze stworzył wideo zatytułowane „Reacting To Music Videos With 0 Views!” i zareagował na utwór „6locc 6a6y” od rapera Lil Loadeda. W ciągu pierwszych 24 godzin od premiery wideo piosenka uzyskała ponad 28 milionów wyświetleń na YouTube, co pozwoliło na podpisanie kontraktu Loadeda z Epic Records. Utwór „6locc 6a6y” otrzymał certyfikat złotej płyty od RIAA. Singel otrzymał też złotą płytę w Polsce przyznaną przez ZPAV. 

## Kariera
Założył swój kanał na YouTube, jeszcze wtedy pod nazwą adf789, w kwietniu 2007 roku, kiedy miał zaledwie 12 lat. Potem zaczął tworzyć filmy o kulturze nowego i starego hip hopu. Jak sam przyznaje, robi te filmy, aby uczyć i edukować ludzi o kulturze hip-hopowej.
Oprócz swojego kanału „Tommy Craze” prowadził również kanał „JET Crew” ze swoim przyjacielem Benjaminem Frostem, który do tej pory wygenerował prawie 900 000 subskrybentów i 49 milionów wyświetleń oraz był popularny na całą Polskę.

## Życie prywatne
Craze urodził się w Polsce, jednakże mieszka w Australii, dorastał z 3 siostrami. Jest w związku z dziewczyną o imieniu Gabriella. Utrzymywał kontakt z raperem Lil Loadedem aż do jego śmierci pod koniec maja 2021 roku.